# Анри Дарси
Анри Филибер Гаспар Дарси (на френски: Henry Philibert Gaspard Darcy) е френски учен и инженер със значителен принос в развитието на хидравликата. Той формулира закона на Дарси, описващ нетурбулентния поток на течност в хомогенна порьозна среда, една от основните теоретични предпоставки на хидрогеологията.